# Aysha basilisca
Aysha basilisca là một loài nhện trong họ Anyphaenidae.
Loài này thuộc chi Aysha. Aysha basilisca được Cândido Firmino de Mello-Leitão miêu tả năm 1922.